# Amélie et la Métaphysique des tubes
Pour plus de détails, voir Fiche technique et Distribution.
Amélie et la Métaphysique des tubes est un film d'animation français réalisé par Maïlys Vallade et Liane-Cho Han et sorti en 2025. Produit par Maybe Movies et Ikki Films, il s'agit d'une adaptation du roman Métaphysique des tubes d'Amélie Nothomb.

## Synopsis
Amélie est une petite fille belge née au Japon. Grâce à Nishio san, sa nounou, le monde n’est qu’aventures et découvertes ! Mais le jour de ses trois ans, un événement change le cours de sa vie. Car à cet âge-là pour Amélie, tout est joué, le bonheur comme la tragédie... Amélie et la métaphysique des tubes est adapté du récit autobiographique Métaphysique des tubes d’Amélie Nothomb publié aux Éditions Albin Michel.

## Fiche technique
Sauf indication contraire, les informations mentionnées dans cette section peuvent être confirmées par la base de données cinématographiques Allociné,  présente dans la section « Liens externes ».
- Titre original : Amélie et la Métaphysique des Tubes[2]
- Titre international : Little Amélie or The Character of Rain[3]
- Réalisation : Maïlys Vallade et Liane-Cho Han
- Scénario : Liane-Cho Han, Aude Py, Maïlys Vallade et Eddine Noël, d'après le roman Métaphysique des tubes d'Amélie Nothomb
- Musique : Mari Fukuhara
- Production : Nidia Santiago, Henri Magalon, Edwina Liard, Claire La Combe[4]
- Société de production : Ikki Films, Maybe Movies, Puffin Pictures, 2 Minutes, France 3, en association avec 3 SOFICA
- Société de distribution : Haut et Court
- Budget : 8,1 millions d'euros
- Pays de production :  France
- Langue originale : français
- Durée : 77 minutes
- Dates de sortie :
  - France : 21 mai 2025 (Festival de Cannes 2025) ; 25 juin 2025 (sortie nationale)[5]

## Distribution
- Loïse Charpentier : Amélie
- Victoria Grosbois : Nishio-San
- Yumi Fujimori : Kashima-San
- Cathy Cerdà : Claude, la grand-mère
- Marc Arnaud : Patrick, le père
- Laetitia Coryn : Danièle, la mère
- Haylee Issembourg : Juliette
- Isaac Schoumsky : André
- François Raison  : Docteur et vox radio
- Emmylou Homs : voix additionnelle d'Amélie

## Production
Le film est d'abord annoncé en mars 2021 avec la sortie d'un pilote. Le film est présenté en cours de production au festival international du film d'animation d'Annecy 2023.

## Distinctions

### Récompenses
- Festival international du film d'animation d'Annecy 2025 : Prix du public[8]

### Sélections
- Festival de Cannes 2025 : Séances spéciales
- Festival international du film d'animation d'Annecy 2025 : Compétition longs-métrages[9]